# 埃爾溫·馮·維茨萊本
約布·威廉·格奧爾格·「埃爾溫」·馮·維茨萊本（德語：Job Wilhelm Georg "Erwin" von Witzleben；1881年12月4日—1944年8月8日）是一名德國軍人並在1940年晉昇為元帥，曾在第二次世界大戰擔任指揮官，並參與了在1944年7月20日刺殺希特勒的密謀案。

## 生平

### 早年
維茨萊本出生於西里西亞省布雷斯勞的舊貴族與軍人世家中。他於沃爾施塔特與利歇爾費爾德完成了普魯士中央士官學院學生軍事訓練課程並在1901年6月22日於李格尼茲加入第7「威廉一世國王」擲彈兵（König Wilhelm I）團當一名少尉，1910年，升中尉。
維茨萊本與艾爾希·科利貝格（Else Kleeberg）結婚，並擁有一子一女。

### 第一次世界大戰
第一次世界大戰爆發，維茨萊本服務於第19後備役步兵旅中並當一名旅長的副官，1914年10月，他被提升為上尉並調往協助於第六後備役步兵團。之後，他成為該團中的一個營的指揮官，並參與凡爾登戰役、香檳戰役、法蘭德斯戰役等，並負重傷且同時得到一級與二級鐵十字勳章。因傷轉至參謀官訓練並在第121步兵師中當一名參謀官。

### 戰間期
德國戰敗後，維茨萊本在德軍中當一名副官。在1923年，在德勒斯登的第四師擔任一名參謀並升為少校。其後的1928年，他轉入第六步兵團又成為一個營的指揮官，並在隔年升為中校。1931年，維茨萊本升為上校，之後，他成為在奧得河畔法蘭克福的第8步兵團的指揮官，1933年初，他轉到了漢諾威。
1934年，維茨萊本升為少將並擔任在波茨坦的第3步兵師的師長，1935年接替升任陸軍總司令的魏勒·馮·弗理奇的第3軍區指揮官並升為中將，且指揮第3軍團。1936年軍階升為步兵上將。1938年11月，擔任第2軍團指揮官。

### 第二次世界大戰
二戰爆發後的1939年9月，維茨萊本晉升為大將並出任第1軍團指揮官，參與西線的法國戰役於1940年5月10日，同年6月14日，維茨萊本所指揮的軍團突破馬奇諾防線後使大批法軍官兵投降，因功他獲得騎士十字鐵十字勳章並被希特勒升為陸軍元帥。1941年被任命為西線總司令，但在德蘇戰爭爆發後，批評納粹政權而被迫以健康問題而離開職務。

## 抵抗運動
維茨萊本曾數次抵抗納粹政權與希特勒。

### 長刀之夜

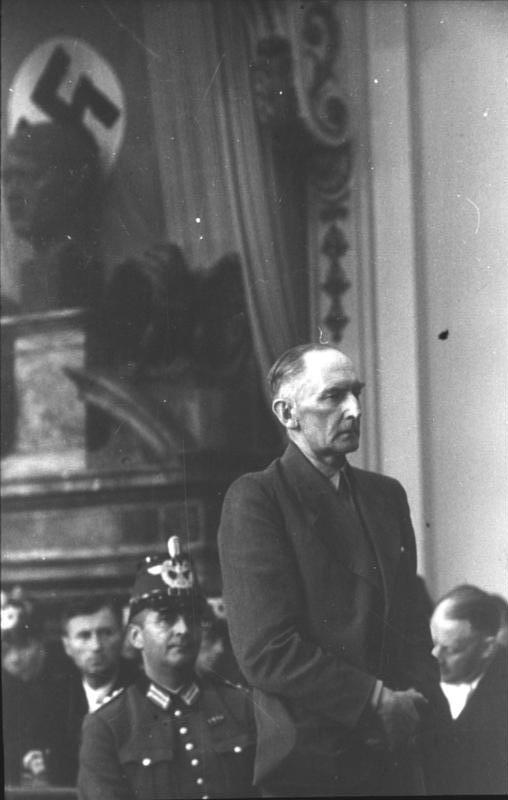
在人民法庭中受審的維茨萊本

在1934年初長刀之夜後，他與格特·馮·倫德施泰特、
埃里希·馮·曼施坦因及威廉·里特爾·馮·李布一同要求調查庫爾特·馮·施萊謝爾等將軍的死因，因而導致希特勒強迫他提早退伍。
大戰前夕，因應戰爭準備需要將才，維茨萊本又被復職。

### 1938年未遂政變
在1937年，納粹德國企圖併吞捷克斯洛伐克蘇台德區，導致歐洲情勢緊張，維茨萊本曾與路德維希·貝克、埃里希·赫普納、卡爾-海因利希·馮·史圖爾普納格與德國情報頭子威廉·卡纳里斯因而一同謀劃一場軍事政變以讓希特勒下台，但在日後的慕尼黑會議，英法的綏靖政策使希特勒成功併吞蘇台德區。因而此次政變便未實行。

### 7月20日密謀案
在密謀案中，維茨萊本擔任重要角色。如密謀案成功推翻希特勒，他將接掌德軍最高指揮權。但密謀案失敗，維茨萊本在當日晚間被捕，8月2日，他被從德軍中除名，而在隨後的羅蘭德·弗萊斯勒主審的法庭中，被判叛國罪獲處絞刑。8月8日，處決於柏林的普蘆茨恩湖監獄。